# Matra Djet
Matra Djet — французский спортивный автомобиль, производился с 1962 по 1967 год, всего выпущено около 1700 экземпляров.
Один экземпляр был в СССР — известен как «автомобиль Юрия Гагарина» — во время визита в 1965 году на авиасалон в Ле-Бурже ему приглянулся этот автомобиль, и правительство Франции прислало ему в Москву подарок — Matra Bonnet Djet V S coupé.

## История

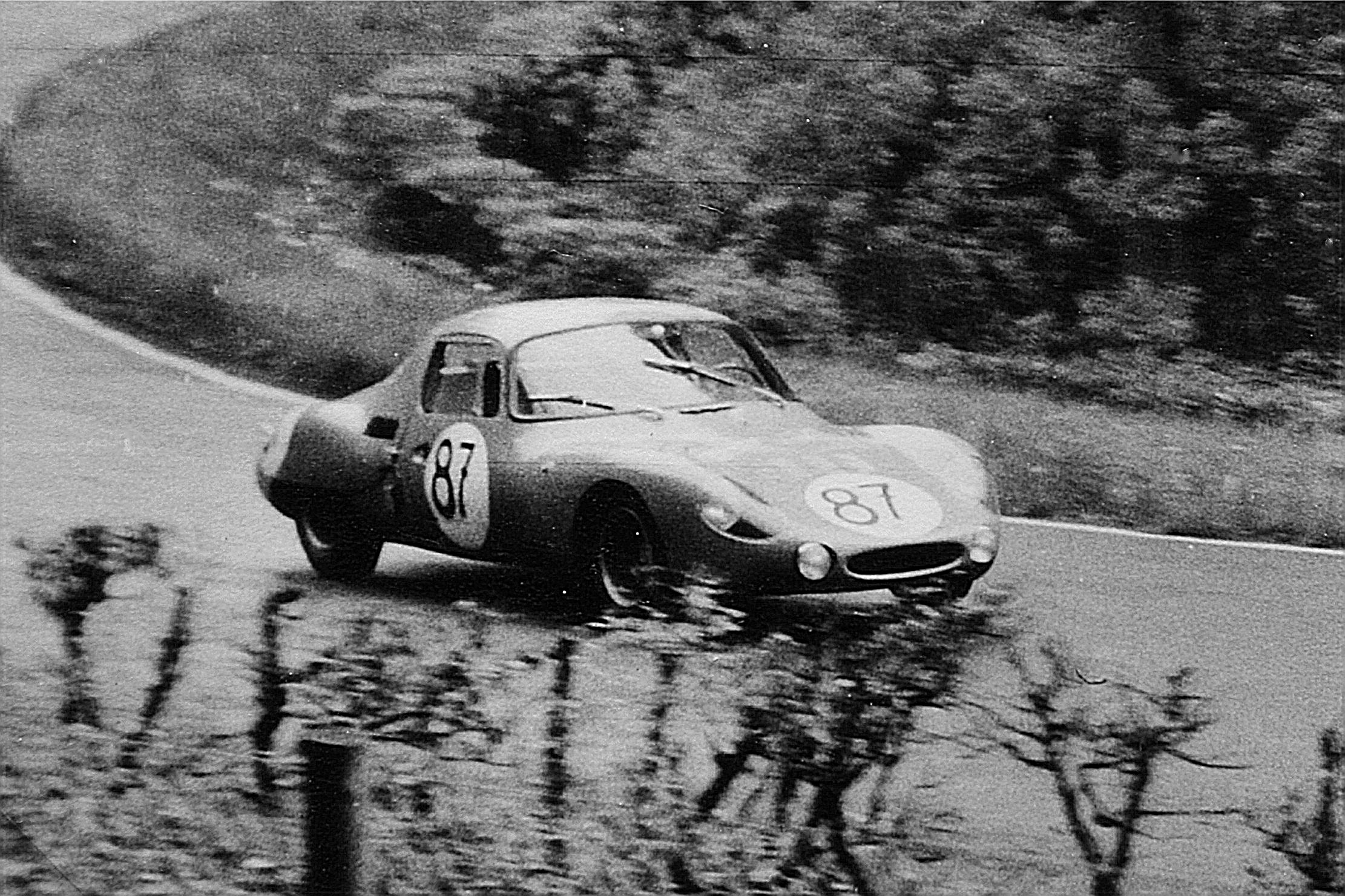
René Bonnet Djet участвует в гонке «1000 км Нюрбургринга» 1963 года, где занял 22-е место в общем зачёте

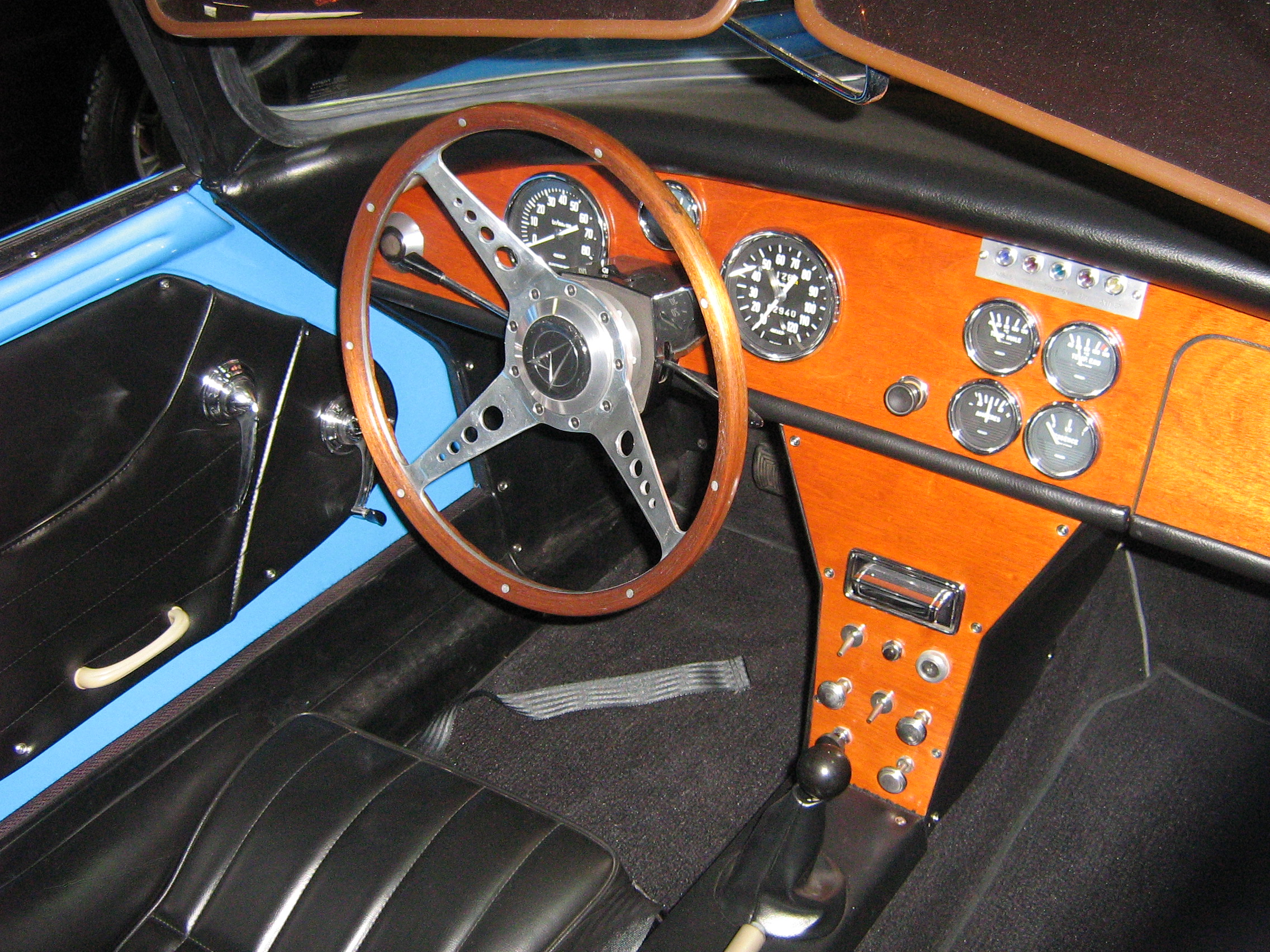
интерьер Matra DJet 5

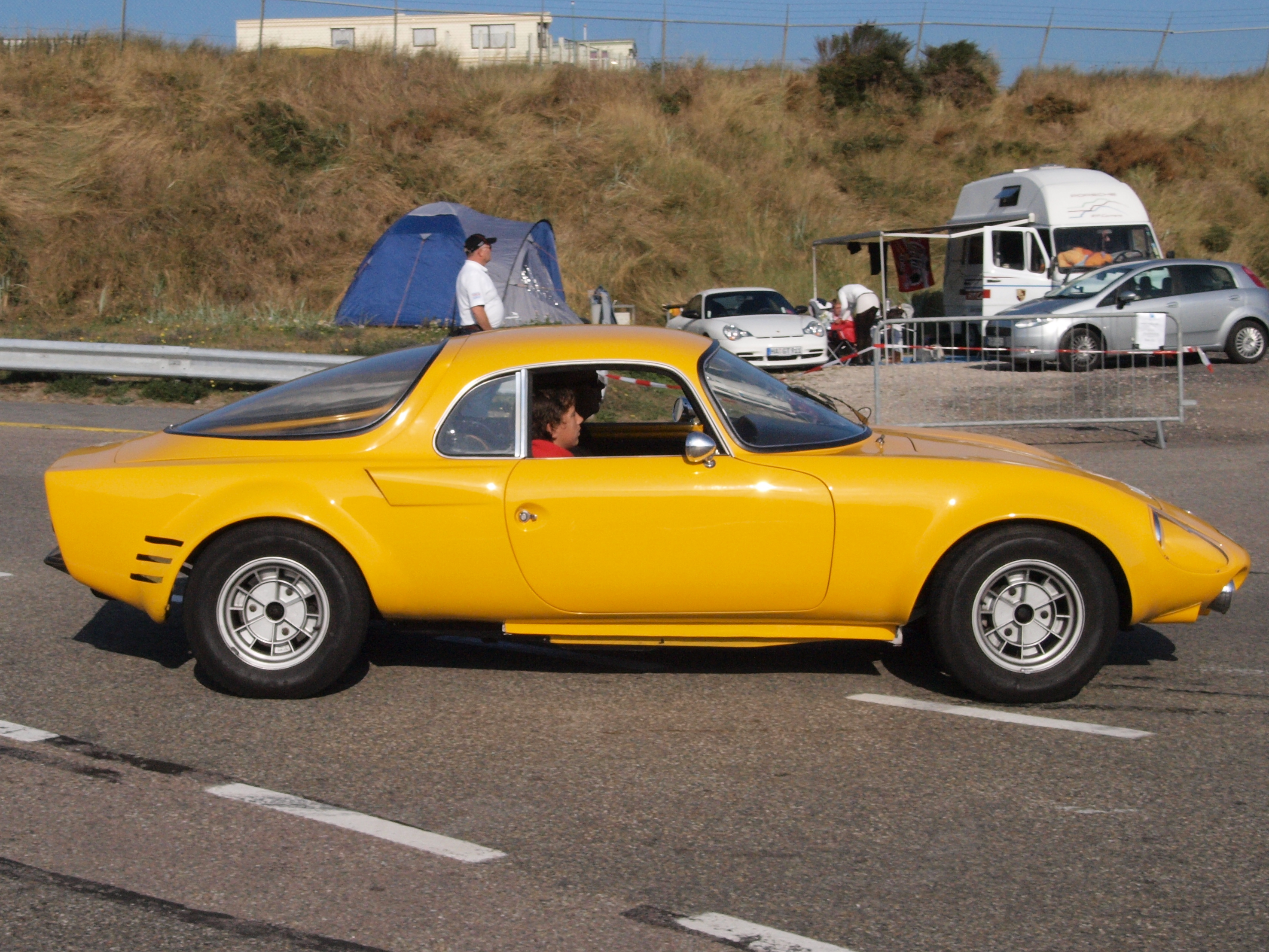

### René Bonnet Djet
Рене Бонне (фр. René Bonnet) был сооснователем производителя спортивных автомобилей Deutsch et Bonnet, но после разногласий с партнёром Шарлем Дойчем основал свою собственную фирму — Automobiles René Bonnet, и разработал в том числе спортивный автомобиль «Djet» — изменённое англ. jet («реактивный») для правильного произношения на французском.
Djet был первым дорожным автомобилем в истории, с конструкцией гоночных автомобилей с центрально-задним двигателем (размещён позади пилота и впереди заднего моста). Эта конструкция впоследствии была использована в ряде спортивных автомобилей, начиная с De Tomaso Vallelunga (1964), затем Lamborghini Miura (1966), на автомобиле Ferrari Dino 246 GT конструкция воплощена спустя пять лет в 1968 году.
Кузов — двухместное купе: длина — 3,80 м, ширина — 1,40 м, высота — 1,15 м, вес — 600 кг.
Двигатель — от Renault 8, коробка передач от Renault Estafette (с изменёнными передаточными числами), тормоза дисковые, подвеска независимая.
Производилось три типа René Bonnet Djet, отличавшихся двигателями:
- René Bonnet Djet I — двигатель Renault 8 Major объёмом 1108 см³, мощностью 65 л. с., макс. скорость — 165 км/ч.
- René Bonnet Djet II — двигатель Renault 8 Gordini объёмом 996 см³., мощностью 80 л. с., макс. скорость — 190 км/ч.
- René Bonnet Djet III / Djet IV — двигатели с двумя верхними распредвалами (Twin Cam), мощностью 100 л. с., версии только для гонок.

С 1962 по декабрь 1964 года было построено всего 198 единиц, большинство из которых — 159 были типа Djet I.

### Matra Djet / Jet
Осенью 1964 года Бонне, испытывая финансовые проблемы, продал производство автомобиля компании Matra, название было изменено на Matra-Bonnet Djet.
Машина стала длиннее из-за увеличения заднего свеса на 40 см, и был незначительно изменён дизайн — отличить от René Bonnet Djet можно по задней части автомобиля: вместо двух вертикальных бамперов появился один горизонтальный, а прямоугольные задние фонари заменили круглыми от Simca 1300/1500.

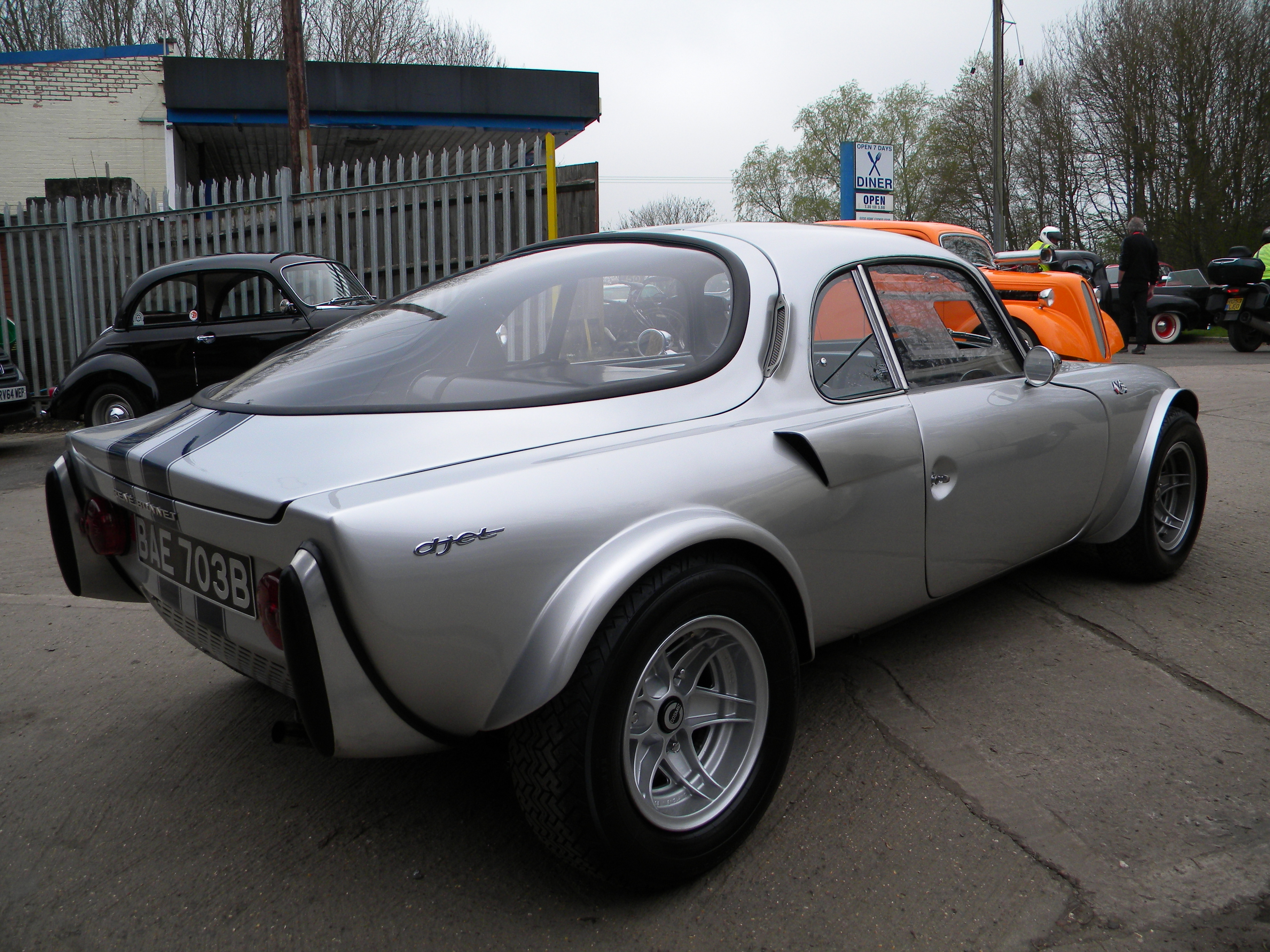
René Bonnet Djet I
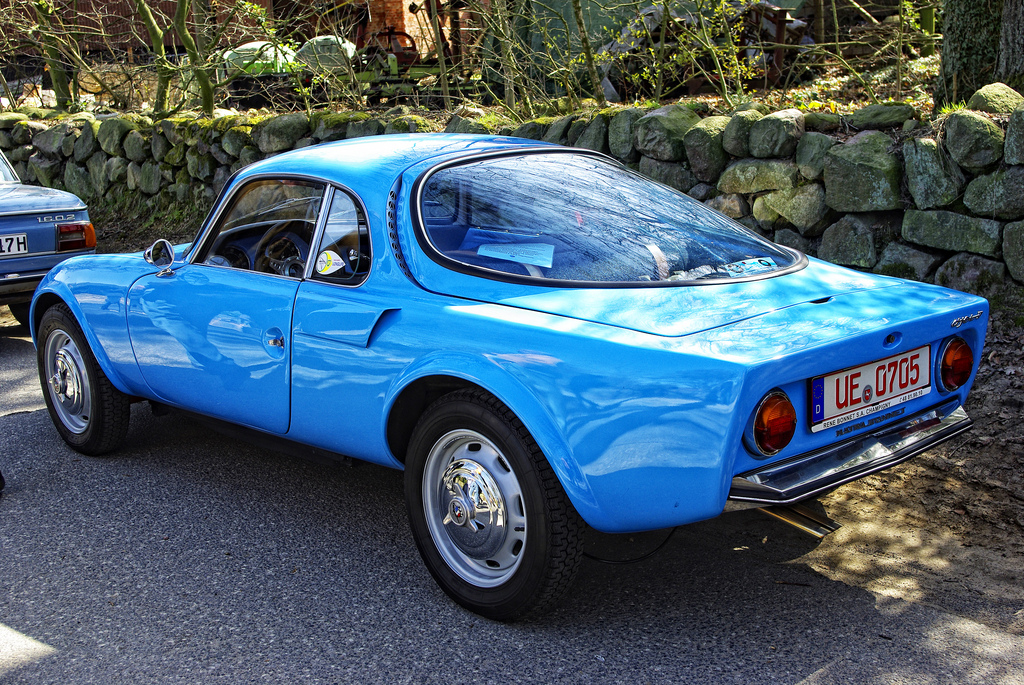
Matra Bonnet Djet V
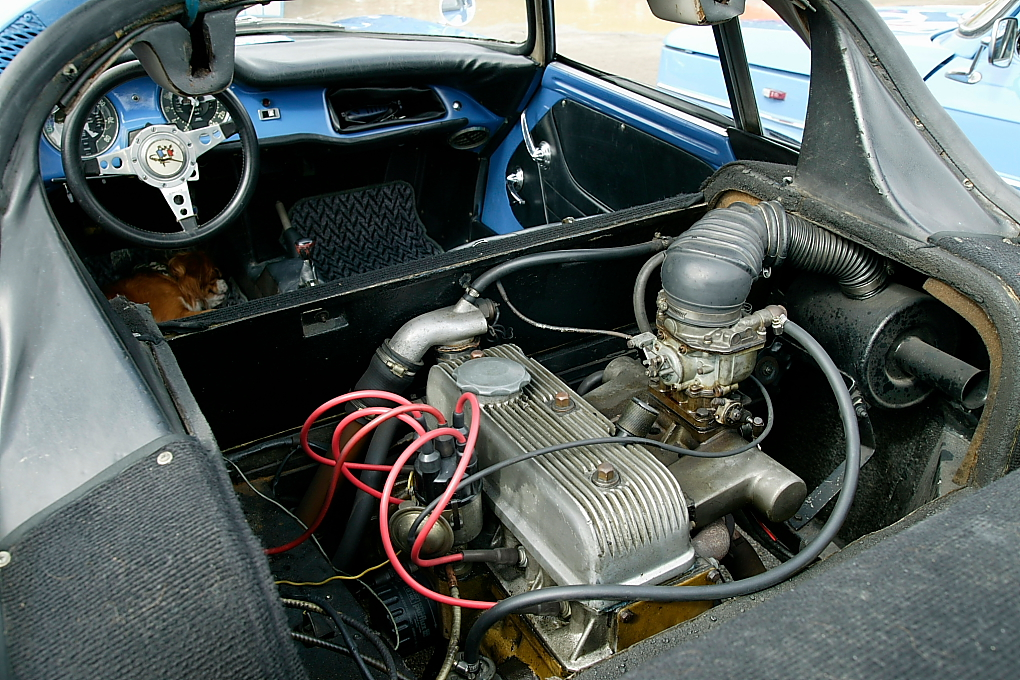
Расположение двигателя

Кузов — двухместное купе: длина — 4,22 м, ширина — 1,50 м, высота — 1,20 м, вес — 660 кг.
С двигателем мощностью 70 л. с. автомобиль достигал скорости 100 км\ч за 13.2 секунды, что было неплохим результатом для того времени.
В апреле 1965 года производство было начато в двух версиях: Djet V с двигателем Renault 8 Major и Djet VS с двигателем Renault 8 Gordini.
В октябре 1965 года автомобиль был представлен на Парижском автосалоне под названием Matra Sports Djet 5.
В 1966 году на рынок вышла модель с более мощным двигателем Gordini, а название Djet было заменено на Jet.
Таким образов в 1965—1967 годах выпускались три типа модели:
- Matra Bonnet Djet V / Matra Sports Djet 5 / Jet 5 — с двигателем Renault 8 Major объёмом 1108 см³, мощностью 70 л. с., макс. скорость — 170 км/ч;
- Matra Bonnet Djet V S / Matra Sports Djet 5 S / Jet 5 S — с двигателем Renault 8 Gordini объёмом 1108 см³, мощностью 90 л. с., макс. скорость — 190 км/ч;
- Matra Sports Jet 6 — с двигателем Renault 8 Gordini объёмом 1255 см³, мощностью 105 л. с., макс. скорость — 210 км/ч.

Также по заказу были доступны «роскошные» версии, с отделкой деревом приборной панели и руля, были также версии на со съемной крышей.
С началом производства в 1965 году планировалось выпустить 3000 единиц к 1967 году, но план не был выполнен и наполовину — автомобиль не пользовался коммерческим спросом, уступая прямому конкуренту Alpine A110, при этом будучи дороже его по цене — стоимость модели начиналась от 20 000 французских франков, столько же, как более крупное и роскошное купе Facel-Vega Facellia.
В 1967 году производство закончилось выпуском в общей сложности 1495 единиц, в том числе 916 — Jet 5, 355 — Jet 5 S и 222 — Jet 6.
В линейке компании модель была заменена моделью Matra 530.

## Автоспорт

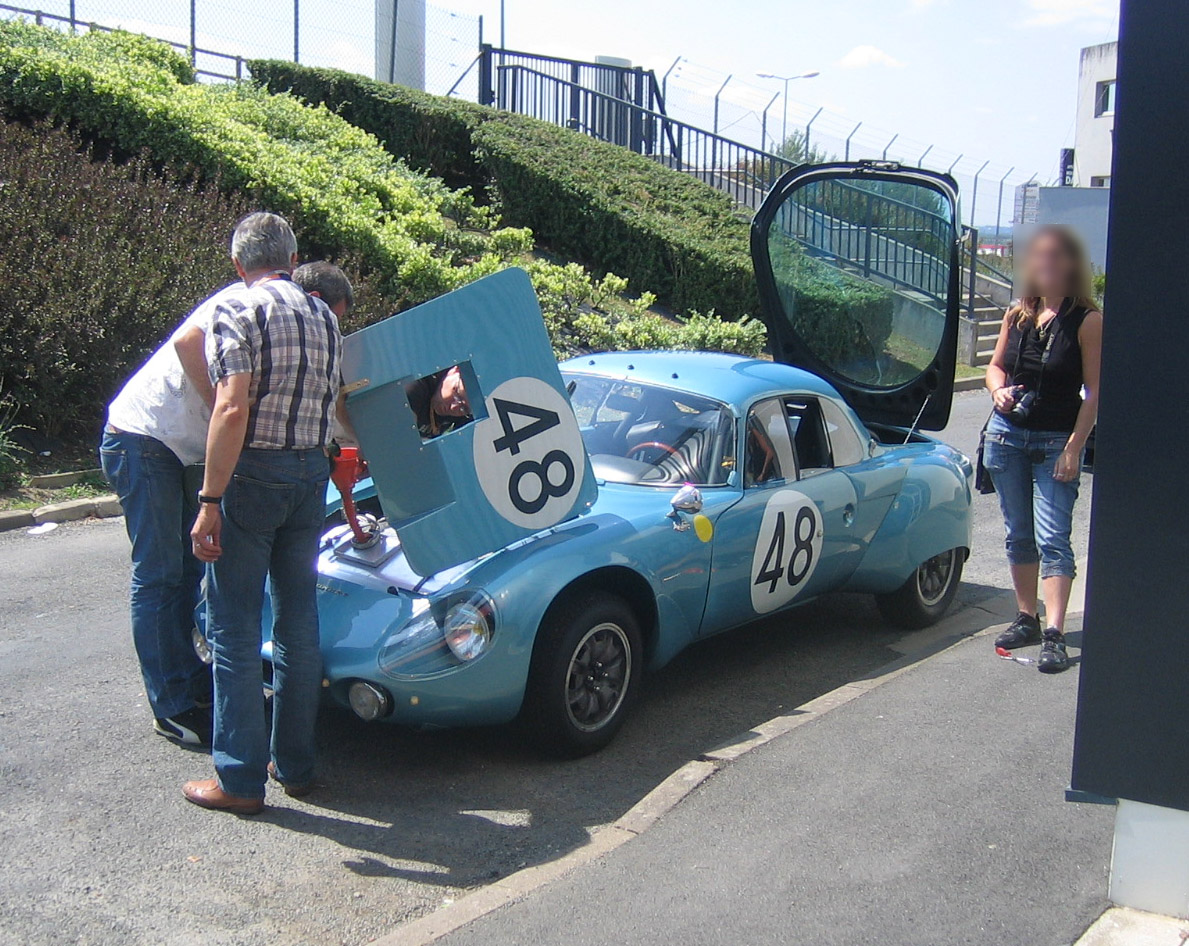
Matra Aerodjet в стиле гонок 24 часа Ле-Мана

На гонке «24 часа Ле-Мана» 1962 года финишировал 17-м, при том, что последние 8 часов шёл без четвёртой передачи.
На гонке «24 часа Ле-Мана» 1963 года под управлением Жан-Пьера Бельтуаза занял 11 место в общем зачёте.
На гонке «1000 км Нюрбургринга» 1963 года занял 22-е место в общем зачёте.

## Спецмашина

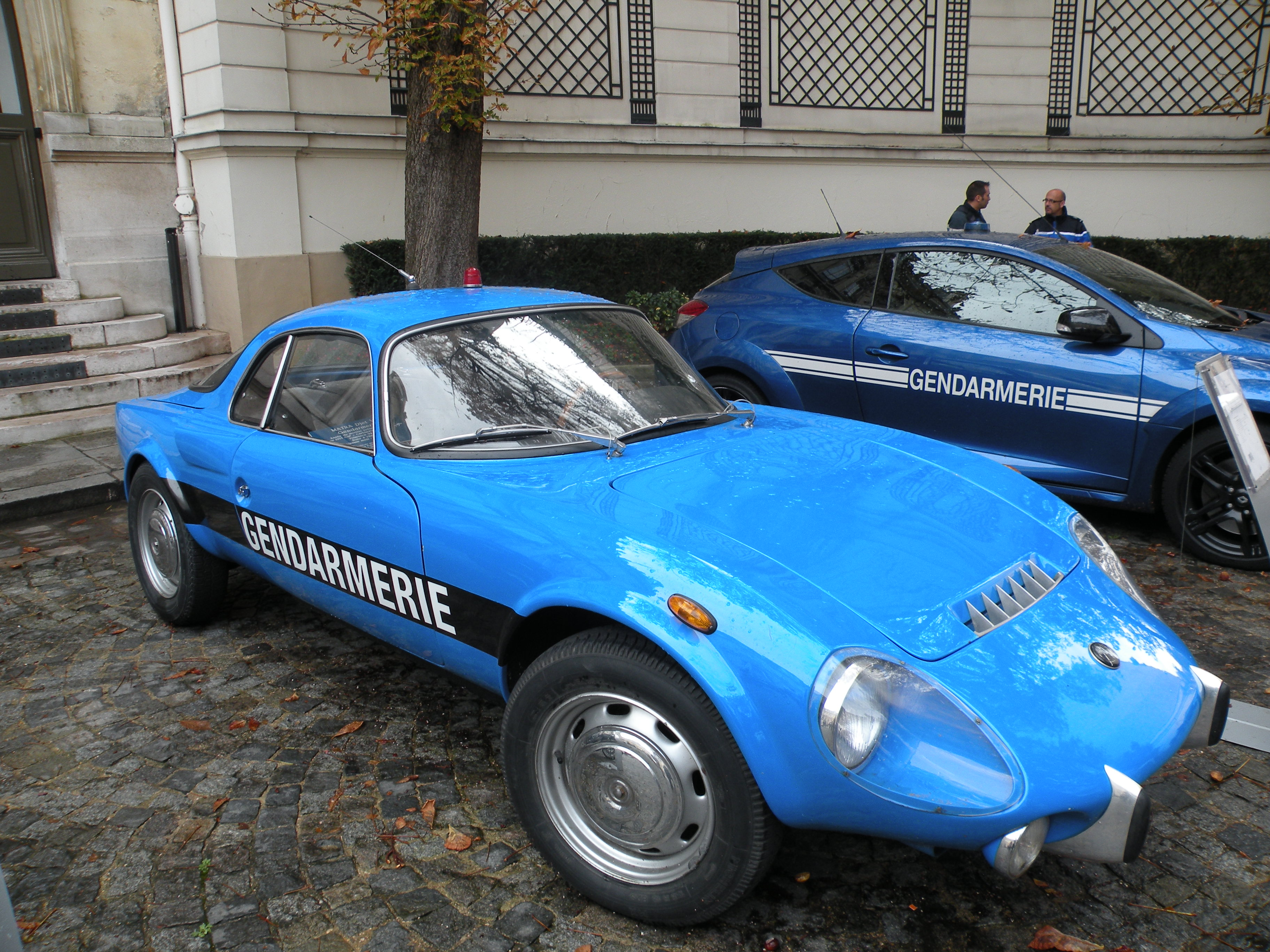
Спецмашина жандармерии

Автомобиль быстрого реагирования (VRI) был разработан для созданной в 1962 году команде быстрого реагирования (ERI) управления безопасности дорожного движения (фр. EDSR) французской национальной жандармерии. В 1966 году управлением был закуплен один экземпляр, но он так и остался единственным и использовался только лишь год, в дальнейшем подразделением закупались его прямые конкуренты модели — Alpine A110 и Alpine A310, служившие по десять и пятнадцать лет.